# Dream (Michael Bublé)
Dream è il secondo album di Michael Bublé, uscito nel 2002.

## Tracce
1. Dream
2. Anema E Core
3. I'll Never Smile Again
4. Stardust
5. You Always Hurt The One You Love
6. Don't Be A Baby, Baby
7. Maria Elena
8. Daddy's Little Girl
9. Paper Doll
10. Surrender
11. Till Then
12. You Belong To Me
13. I Wish You Love